# Mimimi Games
Mimimi Games (bis 2019 Mimimi Productions) war eine deutsche Spieleentwicklungsfirma mit Sitz in München. Die von Mimimi Games produzierten Spiele wurden mehrfach ausgezeichnet, darunter mit dem Deutschen Computerspielpreis und dem Deutschen Entwicklerpreis. Im August 2023 gab Mimimi Games bekannt, dass sich das Studio in den kommenden Monaten auflösen wird.

## Geschichte
Mimimi Productions wurde im Januar 2011 als Unternehmergesellschaft in München gegründet, um Casual-Spiele zu entwickeln. In letzter Zeit wurden auch Spiele für Core-Gamer veröffentlicht. Seit 2019 firmiert das Unternehmen als Mimimi Games GmbH.
Am 29. August 2023 kündigte Mimimi Games die Schließung des Studios an. Als Grund wurden die steigenden Produktionskosten und unsichere Finanzierung genannt. Für Shadow Gambit: The Cursed Crew, das letzte Projekt des Studios, sollen bis Jahresende jedoch noch Inhalte erscheinen. Nach Veröffentlichung der beiden Download-Erweiterungen Yuki’s Wish und Zagan’s Ritual am 6. Dezember 2023 löste sich Mimimi Games auf.

## Spielografie
- 2011: daWindci
- 2012: Wer war’s?
- 2013: Las Vegas!
- 2014: The Last Tinker: City of Colors
- 2015: Janosch: Oh, wie schön ist Panama
- 2015: Ooops! Die Arche ist weg…
- 2016: Shadow Tactics: Blades of the Shogun
- 2020: Desperados III
  - 2020: Desperados III: Money for the Vultures – Part 1: Late to the Party
  - 2020: Desperados III: Money for the Vultures – Part 2: Five Steps Ahead
  - 2020: Desperados III: Money for the Vultures – Part 3: Once More With Feeling
- 2021: Shadow Tactics: Blades of the Shogun – Aiko’s Choice
- 2023: Shadow Gambit: The Cursed Crew
  - 2023: Shadow Gambit: Yuki’s Wish
  - 2023: Shadow Gambit: Zagan’s Ritual

## Auszeichnungen (Auswahl)
- für daWindci
  - Deutscher Entwicklerpreis Bestes Mobile Game  Finalist 2011[7]
  - Apple Design Award bei der Worldwide Developers Conference 2012[8]
- für The Last Tinker: City of Colors
  - Game Connection Europe Best Project 2012[9]
  - Deutscher Entwicklerpreis Beste Story, bestes Adventure & bestes Jugendspiel 2014[10]
  - Deutscher Computerspielpreis Bestes Gamedesign 2015[11]
- für Shadow Tactics: Blades of the Shogun
  - Deutscher Entwicklerpreis Bestes Game Design 2016[12]
  - Deutscher Entwicklerpreis Bestes PC-/Konsolen-Spiel 2016[12]
  - Deutscher Entwicklerpreis Bestes Deutsches Spiel 2016[12]

2016 wurde das Mimimi Productions selbst als bestes Studio mit dem Deutschen Entwicklerpreis ausgezeichnet. Im folgenden Jahr gewann Shadow Tactics: Blades of the Shogun den Deutschen Computerspielepreis für das beste Gamedesign. Mimimi nahm den Preis nicht an, da es bei der Abstimmung zu Unregelmäßigkeiten kam.

## Weblink
- Offizielle Website (englisch)